# Cosmos parviflorus
Cosmos parviflorus là một loài thực vật có hoa trong họ Cúc. Loài này được (Jacq.) Pers. mô tả khoa học đầu tiên năm 1807.